# Shogun: Total War
Shogun: Total War es un videojuego de estrategia por turnos y de táctica en tiempo real desarrollado para la PC por The Creative Assembly y publicado por Electronic Arts. Fue lanzado en el año 2000, y fue el título debut de la serie de The Creative Assembly, Total War. El juego tiene lugar en Japón en el Periodo Sengoku - el "periodo de los estados en guerra" desde mediados del siglo XV hasta el siglo XVII - y permite al jugador tomar el control de uno de los clanes contemporáneos de Japón para conquistar todo el país y asumir el rol de Shogun. El aspecto por turnos del juego se enfoca en un mapa de Japón, donde la fuerza militar, la religión, la diplomacia, el espionaje y la economía influencian las acciones del jugador, mientras que las batallas se pelean en tiempo real. El Arte de la Guerra de Sun Tzu juega un rol central en el juego; sus preceptos son citados con frecuencia y sus estrategias son recomendadas.
Anunciado a principios de 1999, Shogun: Total War fue el primer producto de alto riesgo de The Creative Assembly; sus anteriores trabajos habían incluido la creación de juegos para la marca de EA Sports. El juego fue concebido inicialmente como un juego de estrategia en tiempo real con gráficos 2D luego de la popularización del género a través de títulos como Command and Conquer. Sin embargo, debido a la proliferación de tarjetas de video 3D entre los consumidores, se hizo la transición a gráficos 3D. A medida que progresaba el desarrollo del juego, Shogun: Total War evolucionó en un juego de táctica en tiempo real con un énfasis en la veracidad histórica. El historiador militar Stephen Turnbull sirvió de consultor para The Creative Assembly para este propósito. La parte del juego por turnos en el mapa de la campaña fue añadido para incluir contexto para las batallas en tiempo real.
Shogun: Total War fue recibido bien por los críticos, pese a que hubo quejas de varios "glitches" en el juego. Una expansión, The Mongol Invasion, fue lanzada en agosto de 2001, ofreciendo una versión jugable de las invasiones de los mongoles a Japón. La buena recepción del juego abrió el camino para el desarrollo de otros juegos de Total War ambientados en otras épocas y regiones, convirtiéndola en una franquicia bien conocida. El último juego, Shogun 2: Total War, es una secuela que regresa al Periodo Sengoku, pero esta vez con todos las mejoras a la jugabilidad y tecnología gráfica que han sido desarrolladas desde el primer juego. Fue anunciado en junio de 2010 y lanzado en marzo de 2011.

## Características
Shogun: Total War se centra en la guerra samurai del Periodo Sengoku de la historia japonesa, la cual duró desde mediados del siglo XV hasta el principio del siglo XVII. El juego pone al jugador en la posición de un daimyo japonés con el objetivo de conquistar Japón a través de fuerza militar, diplomacia, espionaje, comercio y religión, y de esta forma asumir la posición de shogun. Shogun tiene dos dimensiones de juego: Una parte de estrategia por turnos en el mapa de campaña, donde el jugador mueve sus ejércitos, hace diplomacia, construye la infraestructura de sus provincias y realiza otras tareas necesarias para la facción. El elemento de tácticas en tiempo real del juego permite al jugador asumir el comando de uno de sus ejércitos y dirigir en forma personal el curso de cualquier batalla.
El jugador puede elegir entre siete facciones, las cuales representan cada uno de los clanes históricos del Japón. La isla de Kyushu y el suroeste de Honshu son la morada de los clanes Shimazu, Mori y Takeda, mientras que los clanes Oda e Imagawa controlan la parte central de Honshu. Las partes septentrionales de Honshu son la residencia de los clanes Uesugi y Hojo. Aunque todos los clanes tienen acceso a los mismos tipos de unidades y tecnología, y comienzan el juego con aproximadamente la misma cantidad de tierra, cada clan tiene una ventaja específica en un área en particular. Por ejemplo, el clan Imagawa es más eficiente en el entrenamiento de agentes de espionaje, mientras que el clan Takeda puede producir caballería de mejor calidad, etc. Clanes más pequeños y facciones independientes son representados como clanes rebeldes y ronin.

### Campaña
En la campaña principal de Shogun: Total War un jugador elige un clan para luego eliminar a sus enemigos y convertirse en el shogun de Japón feudal. Cada facción controla varias provincias históricas. Cada provincia permite la cultivación de la tierra, y la construcción de atalayas y un castillo. Algunas provincias poseen recursos naturales que requieren la construcción de una mina para poder explotarlos. En las provincias costeras también se pueden construir puertos para aumentar el comercio. Cada castillo tiene espacio para expandir una variedad de edificios militares y dojos, los cuales permiten la producción de unidades militares o agentes específicos. Sin embargo, cada castillo solo puede soportar una cierta cantidad de edificios auxiliares. Los castillos pueden ser mejorados para aumentar sus defensas y ser más resistentes en caso de asedio. La producción de unidades y construcción de edificios está limitada por la cantidad de koku que el jugador tiene. Koku es generado dependiendo de la cosecha y la fortaleza de la economía de la facción. Las unidades y edificios toman tiempo en producirse y cada turno significa una estación.
En cada turno el jugador puede mover sus unidades en el mapa. Las unidades vienen en ejércitos o como agentes y solo pueden moverse a una provincia que colinda con la cual donde residen. Sin embargo, tanto agentes como ejércitos pueden moverse a través de distancias mayores usando puertos, lo que les permite pasar de una provincia costera a otra en un solo turno. Los ejércitos consisten de unidades militares como lanceros, caballería y arqueros. En caso de que un ejército entre en combate, estas unidades son reproducidas por el modo de juego de táctica en tiempo real. Cada ejército es liderado por un general que posee un nivel de honor que sube o baja dependiendo del éxito o fracaso del general; si un general cae muchas veces seguido en batalla, puede que cometa seppuku. El daimyo de la facción y sus herederos también son representados como generales. Si un daimyo muere y no tiene ningún heredero disponible, la facción es eliminada del juego.
Cuando un ejército se mueve sobre una provincia neutral o enemiga, entrará en batalla con cualquier ejército hostil que ya se encuentre en la provincia. Un ejército también puede asediar el castillo de una provincia; luego de un tiempo determinado, los suministros del castillo se agotan y la guarnición se ve obligada a rendirse si no rompe el sitio o recibe ayuda. Un asedio puede causar daños al castillo, por lo que algunas veces requerirá reparaciones luego de la batalla.
Varios agentes están disponibles para cada facción. El agente básico es el emisario, el cual se puede utilizar para negociar alianzas y treguas, al igual que intentar sobornar ejércitos neutrales o enemigos para que se unan a la facción del jugador. A medida que las facciones construyen infraestructuras, otros agentes se vuelven disponibles, como ninjas y shinobi. Los ninjas tienen la habilidad de llevar a cabo misiones de asesinato de generales o agentes enemigos, mientras que los shinobi pueden realizar misiones de espionaje en provincias enemigas o realizar misiones de contrainsurgencia en sus propias provincias. Cada agente tiene un nivel de honor que determina que tan exitoso puede llegar a ser en cada misión. A medida que avanza el juego, el jugador entrará en contacto con comerciantes europeos; primero con jesuitas portugueses, quienes intercambiarán arcabuces por dinero y la adopción del catolicismo por parte del clan, y más adelante los holandeses, quienes venderán arcabuces pero no requerirán la conversión del clan. Si una facción se convierte del budismo al catolicismo, adquiere la habilidad de producir sacerdotes jesuitas, quienes además de funcionar como emisarios, convierten a la población, haciendo de esta manera menos probables las rebeliones debido a la religión.

### Guerra
El sistema de batallas constituye la segunda parte del juego. A diferencia de la parte de la campaña, los jugadores asumen control de las batallas en tiempo real. Sin embargo, a elección del jugador, el juego puede decidir automáticamente las batallas en el mapa de la campaña, tomando en cuenta factores como los números, armas y el terreno. Fuera del modo de campaña principal, los jugadores pueden participar en recreaciones de batallas históricas que tuvieron lugar en el Periodo Sengoku. En cada batalla, se le da a acceso al jugador a un ejército que tiene varios tipos de unidades. Las unidades vienen en forma de ashigaru o samurai, y caen en una de cuatro categorías: arqueros, lanceros, caballería e infantería pesada. Cada unidad tiene sus propias ventajas, desventajas, costos y nivel general de efectividad.
El jugador debe utilizar tácticas y formaciones contemporáneas con las unidades que tenga disponibles para derrotar a sus enemigos. Las enseñanzas de El Arte de la Guerra de Sun Tzu son parte integral de las tácticas usadas por la inteligencia artificial del juego. El terreno del campo de batalla y el clima también tienen un impacto sobre como la batalla es peleada. Cada unidad tiene moral, la cual puede incrementar si la batalla va bien para su clan, o disminuir en caso de que sostengan muchas bajas o muera su general. Si la moral de una unidad es quebrantada, escaparán de la batalla derrotados. No obstante, en ciertas circunstancias, unidades que han sido vencidas pueden ser reunidas nuevamente por el general. Las batallas son ganadas una vez que todas las unidades enemigas escapan derrotadas, o son destruidas. Los ejércitos pueden asediar castillos, reemplazando campos de batalla abiertos por combate cuerpo a cuerpo dentro de los confines de las murallas de los castillos.

### Multijugador
En un principio, Electronic Arts proveía los servidores multijugador para Shogun: Total War. Había dos servidores separados; uno para Shogun: Total War, y otro para la Edición Warlord del juego. En el lobby, los jugadores podía ver sus puntos al lado de sus nombres. Estos puntos eran llamados honor. Los jugadores comenzaban con 100 puntos de honor. Según ganaban o perdían batallas, el jugador ganaba o perdía honor. Para evitar que un experto juegue contra muchos principiantes y gane mucho honor, un experto con 49 puntos de honor o más que un principiante perdía puntos incluso si vencía a ese principiante. El sistema de honor fue implementado para hacer el modo multijugador más divertido y que represente un mayor desafío. Si los jugadores querían jugar una partida sin cambios en los puntos de honor, entonces el host simplemente tenía que activar la opción de modo "amistoso" (friendly en inglés).
Antes del lanzamiento de Rome: Total War por parte de Activision, EA cerró todos los servidores de Shogun.

## Desarrollo
Shogun: Total War fue anunciado a principios de 1999 y desarrollado por The Creative Assembly bajo Electronic Arts. The Creative Assembly había participado anteriormente con Electronic Arts produciendo juegos para la marca EA Sports. El desarrollo del juego estuvo a cargo de Michael Simpson, un exdiseñador de microchips que se había unido a la compañía hacía tres años. Según Simpson, Shogun fue concebido cuando The Creative Assembly estableció un equipo de desarrollo secundario y separado de los diseñadores de EA Sports para producir un producto alternativo y de bajo riesgo para la compañía. En ese entonces, Command and Conquer había sido un gran éxito, inspirando la creación de un gran número de juegos de estrategia en tiempo real. Fue por esto que el equipo de desarrollo de Simpson planeaba crear un "Juego de estrategia de segunda categoría".
A medida que el desarrollo del juego avanzaba, las tarjetas gráficas 3dfx comenzaron a proliferar entre los consumidores, llevando a The Creative Assembly a transicionar de gráficos 2D a gráficos 3D. Simpson, quien en un principio se mostró escéptico de los resultados que podría traer el uso de gráficos 3D, se sorprendió al ver como un escenario renderizado en 3D resultó ser factible para el juego. Desde ese momento, el juego comenzó a dejar de ser simplemente un producto de bajo riesgo y pasó a ser algo más substancial; la visión de la cámara fue cambiada de la tradicional cámara de juegos de estrategia en tiempo real "desde arriba" a la posición del general en el campo de batalla. Debido al limitado campo de visión que este tipo de cámara otorgaba al jugador, esto cambió de manera fundamental la naturaleza del juego. Para acompañar a esto, el juego tomó un enfoque más histórico para sus unidades y tácticas.

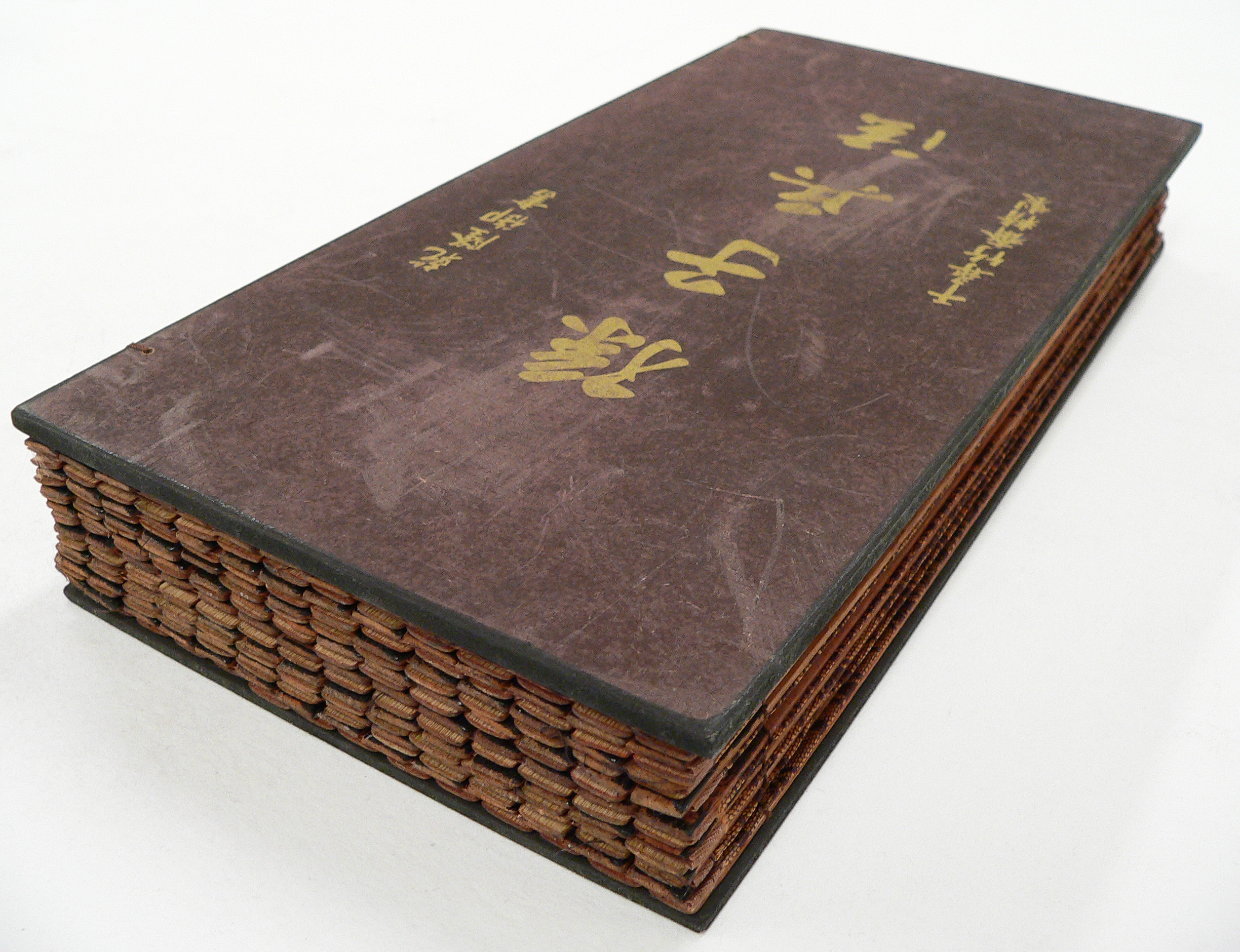
El Arte de la Guerra escrito por el experto militar chino Sun Tzu es parte fundamental de las tácticas y la inteligencia artificial del juego

Sin embargo, el juego no era considerado lo suficientemente substancial solamente con las batallas en tiempo real. Simpson recuerda que "el problema era que las batallas en sí eran muy cortas, y necesitábamos algo para conectarlas y que a la gente se interese por ellas". El resultado fue la introducción del mapa de campaña, cuya intención era darle al jugador una mayor perspectiva estratégica y contexto a las batallas. Se eligió la época feudal de Japón; además de considerarlo interesante, el Periodo Sengoku fue seleccionado porque permitía el uso de varias facciones que potencialmente hubiesen podido ganar el conflicto, y debido a la introducción de la pólvora en Japón, también permitía un rápido cambio del árbol tecnológico del juego.
En un intento por hacer el contexto lo más auténtico posible, The Creative Assembly contrató a Stephen Turnbull, un historiador militar que se especializa en guerra samurái, aunque también las películas jidaigeki de Akira Kurosawa fueron una fuente de inspiración - incluso partes de la famosa escena del castillo del Monte Fuji de la película Ran de 1985 aparecen en la introducción de la edición Warlord del juego. Elementos de El Arte de la Guerra de Sun Tzu fueron integrados a la inteligencia artificial del juego para hacer más auténticas las decisiones en tiempo real de las facciones controladas por el ordenador. El juego estuvo presente en las versiones de 1999 y 2000 del E3, donde atrajo la atención de los medios especializados en videojuegos. Un demo fue lanzado en enero de 2000, y el juego en sí fue lanzado el 13 de junio de 2000.

## Expansiones y secuelas
El juego fue seguido por la expansión Mongol Invasion que añadió una campaña centrada en la invasión de los Mongoles, donde se podía jugar tanto como los invasores o como Japón. La Edición Warlord también fue lanzada, la cual contenía tanto el juego original como la expansión. La serie Total War continuó con los juegos Medieval: Total War, Rome: Total War, Medieval II: Total War, Empire: Total War, Napoleon: Total War , Total War: Shogun 2 y Total War: Rome II' 
Total War: Shogun 2, el cual es una reedición moderna del juego, fue lanzada el 15 de marzo de 2011.

## Recepción
Shogun: Total War fue bien recibido por los críticos. El juego tiene puntajes de 84 y 87 por ciento en los sitios agregadores de reseñas Metacritic y GameRankings respectivamente.